# Blue Cross Blue Shield Tower
Blue Cross Blue Shield Tower (BCBS) es un rascacielos situado en el extremo norte de Grant Park a lo largo de E. Randolph Street en la esquina noreste con Columbus Drive, en Chicago, Illinois, Estados Unidos.
La dirección del edificio es 300 E. Randolph. El rascacielos está situado al lado de Aon Center y los planes originales esperaban conectar los dos edificios medianre un paso subterráneo, pero dichos planes nunca llegaron a realizarse. 
El arquitecto James Goettsch de Goettsch Partners diseñó este edificio. La primera fase, de 33 plantas, fue completada en 1997 bajo la firma de arquitectos Lohan Associates (ahora Goettsch Partners). La segunda fase, de 24 plantas, comenzó en 2007 y fue completada en 2010.
El edificio y la gran extensión de ventanas frente a Grant Park son usadas con frecuencia para deletrar palabras para conmemorar o celebrar eventos y sucesos de Chicago.

## Expansión
En 2006, la ciudad de Chicago concedió el permiso de construcción a la Health Care Service Corporation Blue Cross Blue Shield of Illinois para aumentar la altura del edificio. La segunda fase tuvo lugar entre 2007 y 2010. La "nueva" torre tiene 57 plantas y es el primer proyecto de Chicago aumentado en altura.
|  |  |
|  |  |